# Fernando de la Mora (Paraguay)

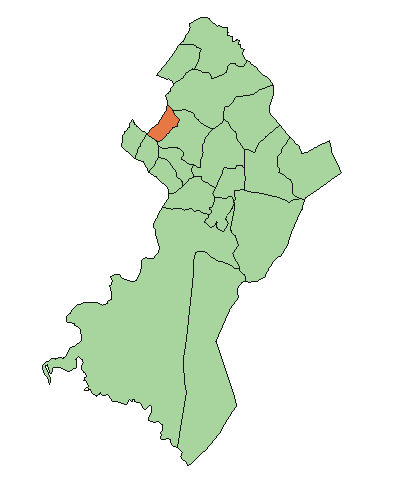

Fernando de la Mora ist eine Stadt im namensgleichen Distrikt, Teil des Departamento Central in Paraguay. Sie ist benannt nach dem paraguayischen Politiker Fernando de la Mora (1775–1835), der als einer der Väter der Unabhängigkeit Paraguays gilt.

## Lage
Begrenzt ist Fernando de la Mora durch die Distrikte von Luque und San Lorenzo im Norden, mit dem Distrikt Villa Elisa zum Süden, im Westen von San Lorenzo und Ñemby, und im Südosten Asunción. Fernando de la Mora bildet einen Teil des Großraumes von Asuncion.
Die Stadt ist in zwei Teile geteilt, die Süd- und die Nordzone, mit einer Gesamtfläche von 21 km². Sie ist vom Norden zum Süden hin von asphaltierten Straßen durchzogen.

## Klima
In Fernando de la Mora herrscht ein heißes Klima mit maximalen Temperaturen von bis zu 45 °C. Im Winter beträgt die minimale Temperatur 0 °C. Die Jahresdurchschnittstemperatur liegt bei 22 °C.

## Demographie
Mit einer Population von mehr als 160.000 Einwohnern gilt sie als eine der wichtigsten Städte des Landes. In der Vergangenheit war Fernando de la Mora Teil der Stadt San Lorenzo. Nach den Informationen – veröffentlicht von der Generaldirektion der Statistiken, Zahlen und Censen – zählt Fernando de la Mora insgesamt 162.652 Einwohner. Von ihnen sind 77.609 Männer und 85.042 Frauen.

## Geschichte
In der Vergangenheit trug die Stadt den Namen Zavala Cué. Den Namen Fernando de la Mora trägt sie zu Ehren eines der Väter der Unabhängigkeit Paraguays von Spanien, Dr. Fernando de la Mora. Der Chef der Gemeindeverwaltung ist Dr. Rolando Aníbal Franco Gómez, der Dritte seiner Familie, der dieses Amt bekleidet.

## Infrastruktur
Fernando de la Mora besitzt ein gut ausgerüstetes Sportzentrum, ein Fußballstadion für nationale und internationale Partien, 20 staatliche Schulen und ungefähr 30 Privatschulen. Von den öffentlichen Schulen ist die “Dr. Fernando de la Mora” National E.M.D. Schule zu erwähnen, die von etwa 3000 Schülern tagsüber besucht wird. Sie ist somit die derzeit größte Schule der Stadt und ist im Besitz eines eigenen Sportzentrums. Eine andere erwähnenswerte Schule ist die “Dr. Eligio Ayala” Schule, die Grundschulbildung, Basisbildung und Hochschulbildung anbietet. Fernando de la Mora besitzt 62 begrünte Plätze.

## Söhne und Töchter der Stadt
- Henry Lapczyk (* 1978), Fußballspieler
- Eber Aquino (* 1979), Fußballschiedsrichter
- Marcelo Estigarribia (* 1987), Fußballspieler
- Rodrigo Rojas (* 1988), Fußballspieler